# Университет ШОС
Университе́т Шанха́йской Организа́ции Сотру́дничества (Университет ШОС, УШОС) — сетевой университет, международная образовательная программа на территории Азии.
На совещании министров образования государств-членов ШОС (Астана, 28 октября 2008) был подписан ряд документов, отразивших общее стремление стран к созданию Университета ШОС (далее — УШОС), а также подтвердивших общее содержание концепции Университета ШОС и основные направления обучения: регионоведение, энергетика, нанотехнологии, IT-технологии, экология, педагогика, экономика.

## Предназначение
Университет ШОС является азиатским проектом-аналогом системы Единого Европейского Образовательного Пространства, создаваемого (в том числе по инициативе России) в рамках «Болонской трансформации системы образования».
Основной миссией Университета Шанхайской организации сотрудничества является осуществление совместной подготовки высококвалифицированных кадров на основе согласованных инновационных образовательных программ по специальностям,
представляющим приоритетный интерес для экономического и социального развития государств-членов Шанхайской организации сотрудничества

## Рабочие языки УШОС
Основными языками обучения в рамках Университета ШОС являются официальные языки ШОС — русский и китайский, а также государственный язык страны обучения. По договоренности также возможно использование в процессе преподавания английского языка.

## Проекты
Все вузы-члены УШОС будут работать в своих номинациях-проектах (в том числе по российским вузам-частникам):
- регионоведение (МГИМО, УрФУ, МГЛУ, МГУ, АлтГУ, РУДН)
- Информационные технологии (ИТМО, НГУ, АГУ)
- нанотехнология (МИСиС, СПб ГЭТУ, БелГУ, РУДН)
- энергетика (МЭИ, УрФУ, НГТУ)
- экология (РУДН, СФУ, ЮУрГУ,АлтГУ).
- экономика
- педагогика

## Состав Университета ШОС
В состав УШОС на 2016 год входят 79 университета из Китая, Казахстана, Киргизии, Таджикистана и России.
В России в состав Университета ШОС вошли следующие университеты:
- Москва:
  - МГИМО
  - МГУ
  - Московский государственный лингвистический университет (МГЛУ)
  - Российский университет дружбы народов (РУДН)
  - Московский энергетический институт (технический университет) (МЭИ)
  - Московский институт стали и сплавов (МИСиС)
- Санкт-Петербург:
  - Санкт-Петербургский государственный университет информационных технологий, механики и оптики (ИТМО)
  - Санкт-Петербургский государственный электротехнический университет «ЛЭТИ» (СПб ГЭТУ)
- Новосибирск:
  - Новосибирский государственный университет (НГУ)
  - Новосибирский государственный технологический университет (НГТУ)
- Барнаул
  - Алтайский государственный университет (АлтГУ)
- Урал:
  - Уральский федеральный университет (УрФУ) (Екатеринбург)
  - Южно-Уральский государственный университет (ЮУрГУ) (Челябинск)
- Красноярск:
  - Сибирский федеральный университет (СФУ)
- Астрахань:
  - Астраханский государственный университет (АГУ)
- Белгород:
  - Белгородский государственный университет (БелГУ)
- Уфа
  - Башкирский государственный педагогический университет имени М. Акмуллы